# (26613) 2000 GL2
2000 جي أل 2 (ويعرف أيضًا باسم (26613) 2000 جي أل 2 وفق تسمية الكوكب الصغير) (بالإنجليزية: 2000 GL2)‏ هو كويكب ضمن حزام الكويكبات؛ وترتيبه 26613 من حيث الاكتشاف.
اكتُشف هذا الجُرم الفلكي بواسطة جون بروفتون في 3 أبريل 2000.

## وصلات خارجية
- (26613) 2000 GL2 في قاعدة بيانات مختبر الدفع النفاث لأجرام النظام الشمسي الصغيرة

- الاكتشاف · مخطط المدار ·  العناصر المدارية · المعلمات المادية

- (26613) 2000 GL2 على موقع ويكي سكاي: DSS2, SDSS, GALEX, IRAS, Hydrogen α, X-Ray, Astrophoto, Sky Map, Articles and images